# Jetsada Janluang
Jetsada Janluang, né le 20 juillet 1994, est un coureur cycliste thaïlandais. Il participe à des compétitions sur route et sur piste.

## Biographie
En juin 2022, il se distingue en devenant champion de Thaïlande sur route. 

## Palmarès sur route

### Par année
- 2022
  -  Champion de Thaïlande sur route
- 2024
  - 2e étape du Tour of Lanna

### Classements mondiaux
| Année         | 2022 |
| ------------- | ---- |
| UCI Asia Tour | 26e  |

## Palmarès sur piste

### Championnats nationaux
- 2019
  -  Champion de Thaïlande de scratch
  - 3e du championnat de Thaïlande de poursuite par équipes
- 2023
  -  Champion de Thaïlande de course à l'élimination
  -  Champion de Thaïlande de poursuite par équipes (avec Patompob Phonarjthan, Thanawut Sanikwathi, Phurit Rodvilai et Ekapak Nirapathpongporn)
  - 2e du championnat de Thaïlande de poursuite
  - 2e du championnat de Thaïlande du scratch
- 2024
  -  Champion de Thaïlande de poursuite par équipes (avec Patompob Phonarjthan, Thanawut Sanikwathi, Phurit Rodvilai et Setthawut Yordsuwan)[2]
- 2025
  -  Champion de Thaïlande de poursuite par équipes (avec Patompob Phonarjthan, Thanawut Sanikwathi, Phurit Rodvilai et Setthawut Yordsuwan)[3]
  - 2e du championnat de Thaïlande de course à l'élimination[3]